# Tomo Mahorič
Tomislav Mahorič, detto Tomo (Lubiana, 28 aprile 1965), è un allenatore di pallacanestro sloveno.

## Palmarès
- Coppa di Slovenia: 1

Union Olimpija: 2003
- ULEB Cup: 1

Lietuvos rytas: 2004-05